# Jason Donald (cyclisme)
Pour les articles homonymes, voir Jason Donald et Donald.
Jason Donald (né le 30 janvier 1980 à Winter Park dans le Colorado) est un coureur cycliste américain.

## Palmarès
- 2006
  - 5e étape du Tour of the Gila
  - 2e et 3e étapes du Tulsa Tough
- 2008
  - 1re étape du Tour de l'Utah
- 2010
  - 4e étape de la Gateway Cup

## Classements mondiaux
| Année            | 2007 |
| ---------------- | ---- |
| UCI America Tour | 187e |